# 화암고등학교
화암고등학교(花岩高等學校)는 대한민국 울산광역시 동구 방어동에 있는 공립 고등학교이다.

## 학교 연혁
- 2002년 1월 5일 : 울산시립학교 설치 조례 공포
- 2002년 1월 30일 : 11학급 인가
- 2002년 3월 1일 : 화암고등학교 개교
- 2002년 3월 1일 : 초대 백구선 교장 취임
- 2002년 3월 7일 : 제1회 입학식(383명)
- 2003년 1월 30일 : 본 교사로 학교 이전
- 2005년 2월 15일 : 제1회 졸업식(학생수 363명)
- 2005년 9월 14일 : 학칙 변경(32학급→29학급)
- 2023년 9월 1일 : 제14대 성임주 교장 취임
- 2025년 1월 7일 : 제21회 졸업식(126명, 누계 5,329명)
- 2025년 3월 4일 : 제24회 입학식(신입생 145명)

## 참고 자료
- 화암고등학교 - 한국교육학술정보원 학교알리미